# Untergang der Musson
| Untergang der Musson | Untergang der Musson |
| -------------------- | -------------------- |
|                      |                      |
| Zusammenfassung      |                      |
| Datum                | 16. April 1987       |
| Art des Unfalls      | Schießunfall         |
| Ort                  | Japanisches Meer     |
| Getötete             | 39                   |
| Verletzte            | unbekannt            |
| Korvette Musson      |                      |
| Schiffstyp           | Projekt 1234         |
| Betreiber            | Sowjetische Marine   |
| Heimathafen          | Wladiwostok          |
| Besatzung            | 76                   |
| Überlebende          | 37                   |
| Korvette RK-42       |                      |
| Schiffstyp           | Projekt 1241.1       |
| Betreiber            | Sowjetische Marine   |
| Heimathafen          | Wladiwostok          |
| Besatzung            | etwa 38              |
| Überlebende          | alle                 |

Der Untergang der Musson war ein Unfall, der sich im Rahmen einer Flugabwehrübung der sowjetischen Marine am 16. April 1987 ereignete und bei dem 39 Seeleute ums Leben kamen.

## Lage
Die sowjetische Marine konzentrierte sich Mitte der 1980er-Jahre auf die Verteidigung von küstennahen Seeräumen und bereitete sich für den Kriegsfall auf Störaktionen vor, die in Gebieten bis zu 2000 Kilometer von der sowjetischen Küste entfernt Bewegungen von NATO-Kräften behindern sollten.
Die Übungstätigkeit der sowjetischen Marine und der Marineluftwaffe hatte ab 1986 deutlich nachgelassen. Westliche Analysten führten das auf Sparmaßnahmen zurück.
Für den Anfang des Jahres 1987 plante die sowjetische Marine dennoch ein Frühjahrsmanöver ihrer Pazifikflotte, es nahmen jedoch nur Raketenschiffe der 165. Raketenbootbrigade teil.

## Ablaufplan der Übung

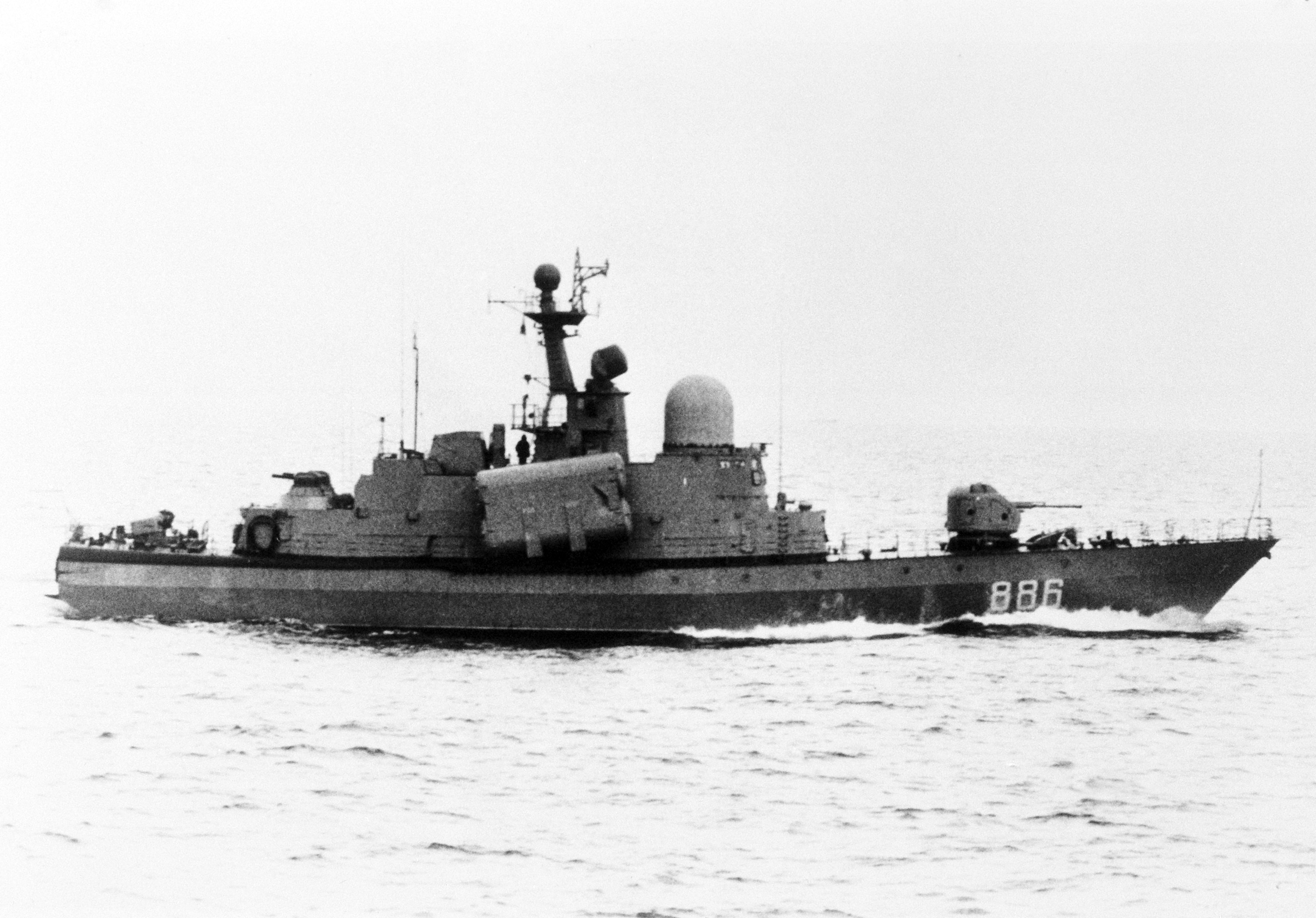
Eine Flugkörperkorvette der Tarantul-1-Klasse, ähnlich RK-42

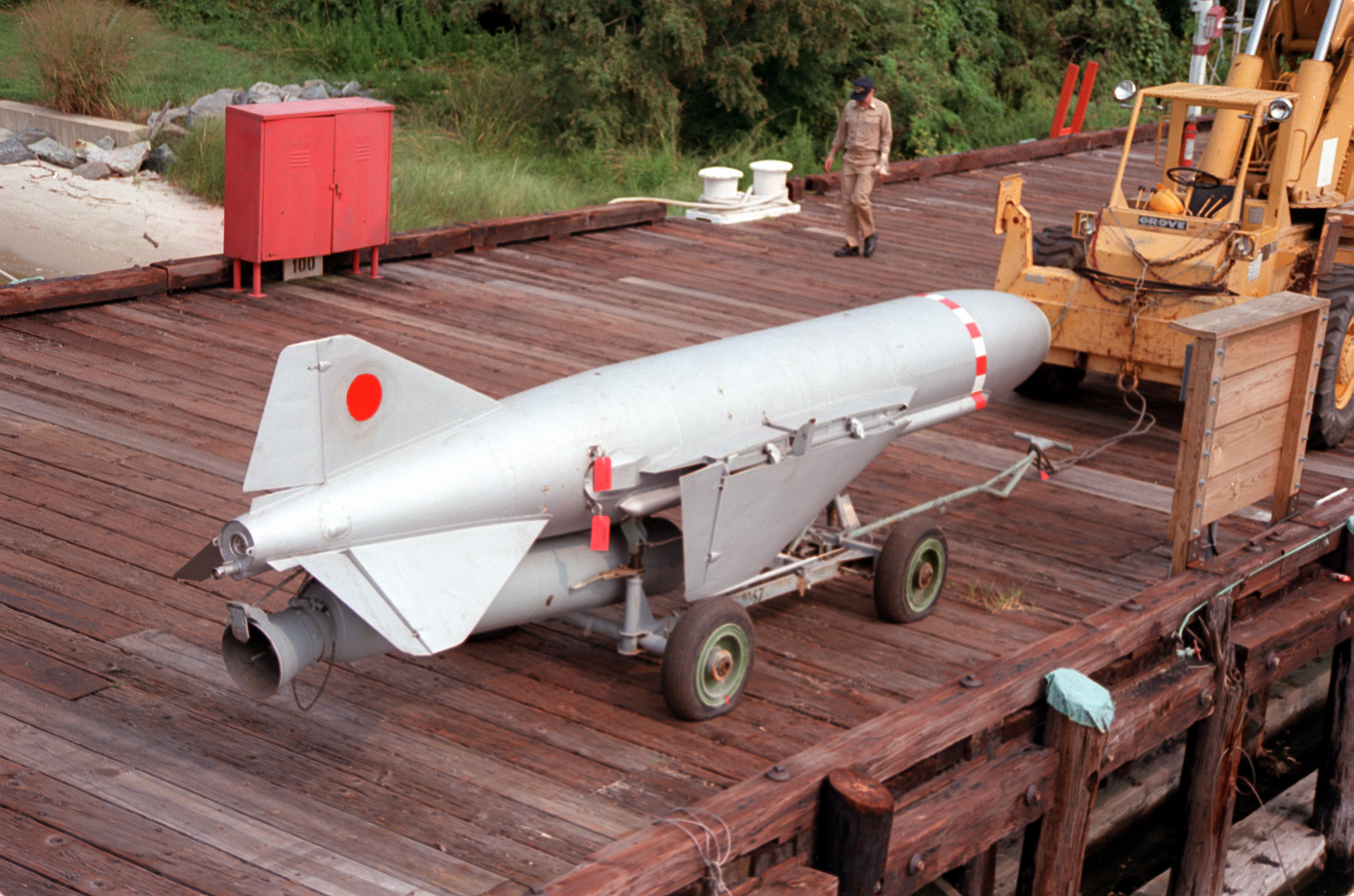
Ein P-15M-Seezielflugkörper, wie er auch von RK-42 abgefeuert wurde

Konteradmiral Leonid Golowko war für die Übung verantwortlich. Der ausgearbeitete Plan sah vor, dass die Flottille in zwei Verbände geteilt werden sollte und bis zu drei Übungs-Seezielflugkörper von einem dieser Verbände auf den anderen abgefeuert werden sollten. Die Schiffe des so angegriffenen Verbandes sollten eine möglichst effektive Flugabwehrformation einnehmen und dann mit ihren Flugabwehrraketen die ankommenden Seezielflugkörper abschießen. Die Flugabwehrformation sollte eine Diamant-Formation sein, in der die Bris die Führung übernehmen sollte, Wichr und MPK-117 sollten ihr achtern, versetzt nach backbord und steuerbord, folgen und die Musson den Schluss der Formation bilden.
Die Schiffe der Flottille, die man für die Übung vorgesehen hatte, waren:
Verband 1 (Abwehr):
- U-Jagd-Korvette MPK-117 (russ.: МПК-117), Projekt 1124
- Korvette Wichr (russ.: Вихрь; „Wirbelsturm“), Projekt 1234
- Korvette Bris (russ.: Бриз; „Seewind“, „Brise“), Projekt 1234
- Korvette Musson (russ.: Муссон; „Monsun“), Projekt 1234

Verband 2 (Angriff):
- Flugkörperkorvette RK-42 (russ.: РК-42), Projekt 1241.1
- Flugkörperschnellboot RK-87 (russ.: РК-87), Projekt 205 U

Die vier Schiffe in Verband 1 waren in der Lage, moderne Luftabwehrraketen einzusetzen. Jedes Schiff verfügte über eine Startvorrichtung, mit der je zwei Raketen in Bereitschaft gehalten werden konnten. Mögliche Raketentypen waren zwei Varianten der 9M33-Rakete:
- 9M33, Mindestflughöhe des Ziels > 50 m
- 9M33M, Mindestflughöhe des Ziels > 25 m

Die beiden Schiffe in Verband 2 konnten zwei unterschiedliche Seezielflugkörpertypen einsetzen:
- P-15 (russ.: П-15) NATO-Code: SS-N-2B Styx, Reichweite 50 km, Flughöhe zwischen 100 und 400 Metern
- P-15M (russ.: П-15M) NATO-Code: SS-N-2C Styx, Reichweite 80 km, Flughöhe zwischen 25 und 50 Metern[3]

Zusätzlich hätte ein unbemannter Flugkörper, eine Drohne des Typs La-17 (russ.: Ла-17), die Rolle der Seezielflugkörper übernehmen können.

### Verzögerungen
Zunächst für die letzte Märzwoche geplant, verzögerte sich der Übungstermin mehrfach. Die erste Verzögerung ergab sich durch Lieferschwierigkeiten bei den Flugabwehrraketen für zwei Schiffe des Flottenverbandes. Nachdem diese Raketen geliefert worden waren, verschob sich der Übungstermin wegen verschiedener Störfaktoren im Übungsgebiet weiter.
Zwei US-amerikanische Kriegsschiffe, die Fregatten Francis Hammond und Knox, waren in den ersten Apriltagen in der Nähe des Übungsgebietes gesichtet worden. Die Übung wurde verschoben, aber im Anschluss konnte dann bis zum 7. April die zugesicherte Luftsicherung im Zielgebiet nicht gewährleistet werden, so dass es erneut zu einer Verzögerung kam.
Am nächsten Tag war die Sicht schlecht und Fischerboote waren im Übungsgebiet gemeldet. Am Samstag dem 11. April 1987 meldeten schließlich zwei Boote des Verbandes, die U-Jagd-Korvette MPK-117 und die Korvette Bris, technische Schwierigkeiten, und das Auslaufen verschob sich abermals.

## Tatsächlicher Verlauf

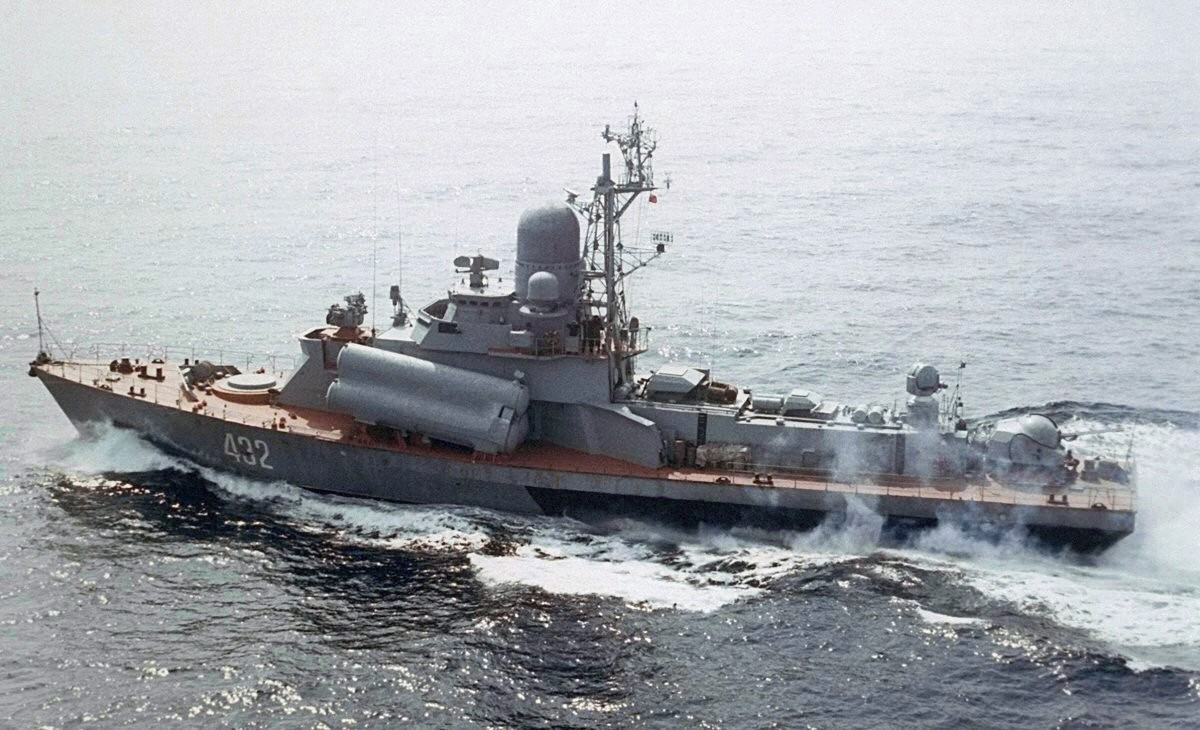
Die Wichr, wie ihr Schwesterschiff Musson eine Korvette der Nanuchka-1-Klasse. Die Startvorrichtung für die SA-N-4-Flugabwehrraketen auf dem Vorschiff ist auf diesem Foto nicht ausgefahren, sondern befindet sich im Magazin.

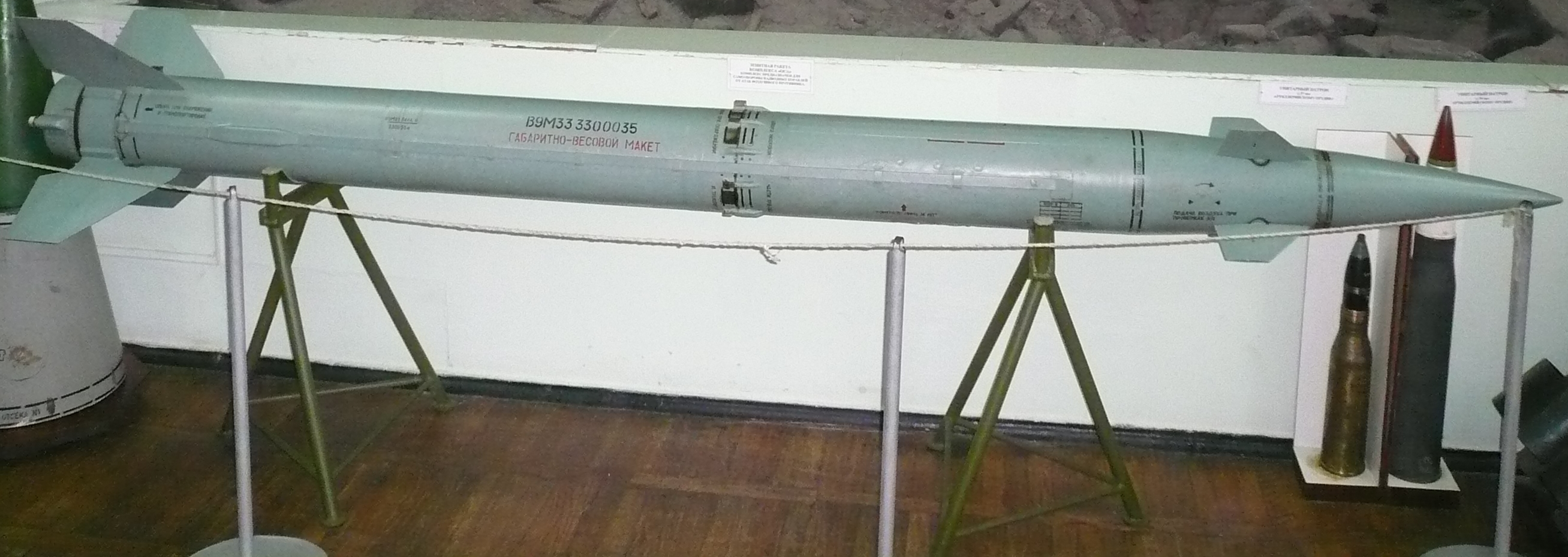
Eine Rakete des Typs 9K33 (SA-N-4). Dieses Modell wurde von der Musson während der Übung abgefeuert.

Nachdem die Übung mehrfach verschoben worden war, wurde sie schließlich für Donnerstag den 16. April angesetzt. Die Korvette Bris musste wegen der noch nicht behobenen Schäden im Hafen bleiben. Luftabwehrraketen vom Typ 4K33-Osa-M wurden für diese Übung in das Magazin der Korvette Musson verladen. Der simulierte Angreifer RK-42 erhielt P-15M-Raketen.

### Planung
Mit Wissen von Konteradmiral Golowko änderten die Teilnehmer den Ablaufplan der Übung dahingehend, dass der Abstand zwischen den beiden Verbänden im Moment des Raketenabschusses drastisch verkürzt wurde und die Marschgeschwindigkeit des Luftabwehrverbandes während der Abfangphase deutlich reduziert wurde.
Der Flottenverband verließ seinen Stützpunkt bei Wladiwostok und lief nach Süden ins Japanische Meer.
Nachdem bereits mehrere Einzelübungen durchgeführt waren, setzte RK-42 zum simulierten Angriff auf die Musson an.
Der dafür verwendete ÜbungsSeezielflugkörper war eine voll funktionsfähige Waffe, bei der lediglich der Sprengstoff entfernt und durch ein Ausgleichsgewicht ersetzt worden war.

### Abschuss
Die Bedienmannschaft auf dem Schiff, das den Flugkörper startete, sollte gemäß den Vorschriften für solche Übungen manuell ein weit entferntes Zielgebiet festlegen, in dem der Seezielflugkörper nach einem Zielschiff suchen sollte. Die Zielsuchsysteme des Seezielflugkörpers sollten dabei deaktiviert sein. Der Kurs des Flugkörpers zwischen Startpunkt und Zielgebiet sollte ihn dann achtern an dem Schiff vorbeiführen, das die Flugabwehrübung durchführte.
Die Leitsysteme an Bord der Tarantul-Klasse Korvette RK-42 ließen eine solche Programmierung aber nicht zu, sondern zwangen die Operateure, einen erkannten Kontakt direkt anzupeilen. Durch die abgeschalteten Suchsysteme im Seezielflugkörper bestand jedoch trotzdem kaum eine Möglichkeit, dass der Flugkörper die angepeilte Musson auch wirklich traf. Selbst wenn die geschätzte Position des Ziels zum Zeitpunkt des Starts seiner tatsächlichen Position bei der Ankunft des Flugkörpers entsprechen sollte, würde durch das abgeschaltete Suchsystem kein Befehl zum Zielanflug gegeben werden, so dass der Seezielflugkörper sein Ziel überfliegen würde.
Die Korvette RK-42 änderte ihren Kurs in Richtung des Zielpunktes und startete um 18:42 Uhr Ortszeit einen Seezielflugkörper vom Typ P-15M (П-15М). Die Entfernung zur Korvette Musson betrug zu diesem Zeitpunkt rund 21 Kilometer, der simulierte Angreifer RK-42 lag von der Musson aus gesehen in 340°. Die Musson lief mit einer Geschwindigkeit von nur 9 Knoten.
Nachdem sein Feststoffbooster ausgebrannt war, beschleunigte der Seezielflugkörper auf 320 Meter pro Sekunde und begann, seinen Flüssigtreibstoff zu verbrennen. Seine Flughöhe lag zwischen 25 und 50 Metern, ständig überprüft durch das eingebaute Höhenradar. Die Zeit bis zum Erreichen der Musson betrug etwa eine Minute.
Die Besatzung der Musson erfasste das anfliegende Ziel mit den Radarsensoren ihres Schiffes und startete zwei der 9M33-Flugabwehrraketen in Folge, um es abzufangen. Von der Musson aus per Funksignal gesteuert, beschleunigten die Raketen auf über 420 Meter pro Sekunde und flogen dem Ziel entgegen. Trotz der Fernlenkung durch die Spezialisten auf der Korvette und der radargestützten Abstandszünder in den Luftabwehrraketen konnte keine der beiden 9K33 den anfliegenden Seezielflugkörper zerstören.
Korvettenkapitän Wiktor Rekisch ließ auch den AK-725-Geschützturm achtern mit seinen beiden 57-mm-L/75-Kanonen das Feuer auf den SS-N-2C eröffnen. In den 22 Sekunden, die der Seezielflugkörper benötigte, um die Distanz zu überwinden, während der er sich in Reichweite der Geschütze befand, wurden nur fünf 57-mm-Granaten verschossen, aber auch sie konnten das Ziel nicht zerstören.
Der Seezielflugkörper änderte rund 2,5 Kilometer vor dem Schiff abrupt seinen Kurs nach Backbord in Richtung der Musson und begann an Höhe zu verlieren, bevor er die Korvette traf.

### Einschlag
Der Seezielflugkörper traf die Aufbauten der Musson unterhalb der Brücke, etwa auf Höhe des Funkraums an der Backbordseite ungefähr sieben bis acht Meter über der Wasserlinie. Der Flugkörper durchbrach die Wand des Brückenaufbaus und zerbrach auf seinem Weg durch den Aufbau. Seine Trümmer durchschlugen die Wand an Steuerbord. Die noch vorhandenen 75 % seines Raketentreibstoffs verteilten sich dabei brennend in und um den Aufbau. Die verbliebenen rund 480 kg des Oxidators und rund 160 kg Treibstoff aus dem Flugkörper zerstörten den Funkraum, die Brücke und Teile des Wetterdecks.
Die Kombination aus dem Feuer und der Erschütterung beim Einschlag löste einen Kurzschluss in der Energieversorgung aus und verzog Teile des Aufbaus, so dass sich manche Schotten nicht mehr öffnen ließen und, in Kombination mit zerstörten Leitungen, das automatische Feuerlöschsystem ausfiel. Der Stromausfall blockierte den Mechanismus für die Flugabwehrraketen, so dass sich der Lademechanismus nicht mehr vollständig in das Magazin absenkte, sondern in der Abwärtsbewegung anhielt. Der Steuerbordstartbehälter mit den SS-N-9-Siren-Raketen der Musson ging durch die Wucht des Einschlags über Bord, der Backbordcontainer brannte aus und ging später ebenfalls über Bord. Die Masse der Rettungsmittel wurde durch Feuer beschädigt, oder sie befanden sich in Bereichen des Schiffs, die nicht mehr erreichbar waren, so dass nur wenige Rettungswesten verfügbar waren.
Der Kommandant der Musson, Korvettenkapitän Rekisch, der Flottillenchef der 192. Division, Fregattenkapitän Kimassow, der stellvertretende Kommandeur der Küstenverteidigungsflotte, Kapitän zur See Timirchanow und 36 weitere Seeleute wurden getötet.
Das Feuer begann, die Aluminiumteile der Aufbauten in Brand zu setzen, so dass diese zum Teil einstürzten und nach Steuerbord über Bord gingen. Aluminium-Magnesium-Komponenten waren beim Bau des Schiffes in all den Bereichen verwendet worden, in denen keine hohe Belastung zu erwarten war, was sich nun als besonders verhängnisvoll erwies, da die entsprechenden Teile mit so hohen Temperaturen brannten, dass sie mit den noch vorhandenen Bordmitteln von der Schiffssicherung nicht zu löschen waren.
Der erste Offizier der Musson, Kapitänleutnant Igor Goldobin, obwohl schwer verletzt, hob den zuvor erteilten Befehl, das Schiff zu verlassen, wieder auf, fasste die noch an Bord befindlichen Überlebenden in einer Gruppe zusammen und befahl das Zusammentragen der Verwundeten und das Sammeln von Schwimmwesten und schwimmfähigem Material. Gegen 18:55 Uhr gab er den Befehl, das Schiff zu verlassen und ins 5 °C kalte Wasser zu springen. Die wasserdichten Transportbehälter der SA-N-4-Raketen, die man nach dem Bestücken des Raketenmagazins einfach an Deck hatte liegen lassen, erwiesen sich dabei als brauchbarer Ersatz für die verbrannten Rettungsflöße.

### Rettung
Nachdem klar geworden war, dass sich ein schwerer Unfall ereignet hatte, wurde die Übung abgebrochen und ein Rettungseinsatz eingeleitet.
Die Korvette Wichr traf als erste bei ihrem brennenden Schwesterschiff ein, gefolgt von MPK-117. Die gesamte Sektion mittschiffs, von der Brücke bis zum Geschützturm am Heck, war in dichten Rauch gehüllt, und Überlebende hatten sich am Bug der Musson zusammengedrängt.
Die Matrosen der Wichr versuchten ebenfalls, Rettungsmittel abzusetzen, diese waren aber, nach einer Aussage ihres Steuermanns, durch Überlagerung unbrauchbar oder gestohlen worden, so dass nur wenige Rettungsboote verfügbar waren. Den Kommandanten von Wichr und MPK-117 wurde verboten, längsseits zu gehen, da sich Konteradmiral Golowko und die Experten nicht sicher waren, ob die Seezielflugkörper in den Startbehältern der Musson mit ihren je 530 Kilogramm Sprengstoff ausbrennen oder explodieren würden. So wurde den Seeleuten auch verboten, mit den wenigen Rettungsbooten zur brennenden Musson zu rudern. Die Matrosen sprangen schließlich ins Wasser und holten die Überlebenden einzeln an Bord der Wichr. Weitere wurden von einem Boot der ebenfalls am Unglücksort eingetroffenen MPK-117 gerettet.
Ein Il-38-Seeaufklärungsflugzeug warf Rettungsflöße ab, die aber von der Strömung abgetrieben wurden. Zudem befanden sich zu diesem Zeitpunkt schon keine Überlebenden mehr im Wasser.
Als deutlich war, dass die Seezielflugkörper auf dem brennenden Wrack keine Gefahr mehr darstellten, setzte ein Boarding-Team über, fand aber nur noch Leichen an Deck vor. Sämtliche Zugänge ins Schiffsinnere waren blockiert, so dass die Seeleute das Schiff unverrichteter Dinge verließen.
Die überlebenden Besatzungsmitglieder der Musson wurden später von RK-87 an Land gebracht.

### Untergang
Schließlich erreichte das Feuer gegen 22:00 Uhr ein Magazin und löste dort eine Explosion der Munition aus. In der Folge drang Wasser in den Rumpf ein und die Musson begann über den Bug zu sinken. Um 23:10 Uhr war das Vorschiff bereits bis auf Meereshöhe abgesackt, und um 23:30 Uhr war das Schiff bei 42° 11′ N, 132° 27′ O untergegangen.

## Untersuchung und Nachspiel

### Offizielle Untersuchung
Flottenadmiral Nikolai Smirnow, stellvertretender Kommandeur der sowjetischen Marine, wurde mit der Leitung der Untersuchungskommission beauftragt, welche die Umstände, die zum Verlust der Musson geführt hatten, aufklären sollte.
In der ersten Phase der Untersuchung wurden zahlreiche Informationen analysiert, die keinen direkten Bezug zu den maritimen Abläufen hatten, wie etwa Parteizugehörigkeit oder ethnische Abstammung der Beteiligten.
Der Abschlussbericht, als Streng Geheim eingestuft, konzentrierte sich laut dem Journalisten Grigori Pasko auf die Änderungen im Übungsablauf, welche die Teilnehmer offenbar vorgenommen hatten, um die Übung weniger dynamisch zu gestalten, um so bessere Ergebnisse zu erzielen.
- Die Verkürzung der Entfernung zwischen den beiden Verbänden auf nur 21 Kilometer Entfernung zum Zeitpunkt des Seezielflugkörperstarts verkürzte auch die Dauer der Übung, da zwischen Start und Abfangen weniger Zeit verging als ursprünglich vorgesehen. Negativ wirkte sich die Entfernung auf die Reaktionszeit für die Besatzung der Musson aus, die sich entsprechend verkürzte. Zusätzlich war die Treibstoffmenge im Seezielflugkörper beim Erreichen der Musson durch die kurze Flugstrecke noch sehr groß, was die Intensität des anschließenden Feuers deutlich erhöhte.
- Die Kommandierung von Teilen der Schiffssicherungsgruppe während der Übung von ihrem normalen Posten auf die Brücke der Musson, verantwortet durch den Kommandanten, erwies sich als folgenschwer, da so viele der Spezialisten, die das Schiff möglicherweise hätten retten können, bei dem Seezielflugkörpertreffer im Brückenaufbau starben.
- Durch den Beschuss von der Musson aus wurde der Seezielflugkörper beschädigt und geriet außer Kontrolle: Das beschädigte Leitwerk verursachte in 2500 Metern Entfernung einen Kurswechsel und einen Höhenverlust. Der anschließende Treffer auf der Korvette war dementsprechend ein zufälliges Unglück, zu dessen schweren Folgen die oben angeführten Änderungen am Übungsablauf beitrugen.[10]

(Andere Quellen betonen jedoch, dass die genannten Abänderungen des Übungsplans innerhalb der Kompetenzen des Übungsleiters lagen.)

### Widersprüche

Schematische Darstellung von zwei Varianten des möglichen Ablaufs der Ereignisse

Um die Frage zu beantworten, warum der P-15M-Seezielflugkörper die Korvette traf und sie nicht, wie vorgesehen, überflog, existieren zwei verschiedene Erklärungen:
Version 1: Gemäß der angesprochenen, offiziellen Untersuchung war der Seezielflugkörper ordnungsgemäß mit deaktiviertem Zielsuchsystem gestartet worden. Eine der SA-N-4-Raketen oder das Geschützfeuer der Musson beschädigte den P-15M-Seezielflugkörper leicht, sodass dieser nicht abstürzte, sondern infolge eines Schadens an den Ruderkontrollen nach 18.500 Metern Flugstrecke zufällig in Richtung der Korvette abdrehte,  an Höhe verlor und in die Musson stürzte.
Version 2: Der P-15M-Seezielflugkörper war mit aktiviertem Zielsuchsystem gestartet worden. Er schaltete gemäß seiner Standardprogrammierung 6 Seemeilen vor dem Erreichen des zuvor errechneten Zielpunktes sein Radar auf und begann, den vor ihm liegenden Seeraum nach starken Reflexionen abzutasten. Die Korvette Musson lag im Erfassungsbereich des Seezielflugkörpers und bot von den drei Schiffen des Verbandes die größte Radarrückstrahlfläche. So wurde sie vom Sensor erkannt und als das Echo, das die Korvette auf dem Sensor des P-15M erzeugte, groß genug war, um entsprechend dessen Programmierung einen Angriff zu rechtfertigen, änderte der Flugkörper leicht seine Flugbahn und hielt auf das Schiff zu. Seinem gespeicherten Angriffsmuster folgend ging er kurz vor dem Ziel in einen leichten Sinkflug und traf die Korvette mittschiffs in den Aufbauten.
Diese zweite, nicht offizielle Version wurde neben anderen Möglichkeiten von Waleri Michailow in einem Artikel von 2010 näher untersucht. Gemäß seinen Untersuchungen hatte die Musson 9K33-Raketen geladen, die ein in 25 Metern Höhe fliegendes Ziel nicht selbstständig bekämpfen konnten, da ihre Abstandszünder durch die Reflexion der nahen Wasseroberfläche beim Zielanflug versagten, so dass sich die beiden Fehlschüsse erklären. Weiterhin berichtet er von einer geplanten Abfangentfernung von 7000 Metern, die – selbst im Falle eines beschädigten Seezielflugkörpers – eine Kursänderung der Waffe erst 2500 Meter vor dem Ziel sehr unwahrscheinlich macht. Hinzu kam ein Defekt des Feuerleitradars MR-103, das Zieldaten für den Geschützturm lieferte, so dass der Artillerieoffizier das Ziel optisch anvisieren musste.
Dementsprechend hätten Fehler bei der Vorbereitung der Übung, insbesondere bei der Landstelle, die allein für die Vorbereitung des Seezielflugkörpers und die Deaktivierung seiner Zielsuchsysteme verantwortlich war, die Musson einem Angriff mit einer scharfen Waffe ausgesetzt und Planungsfehler bei Waffenzuteilung und Reparatur sie gleichzeitig jeder Verteidigungsmöglichkeit beraubt.
Die Musson war damit das zweite sowjetische Kriegsschiff, das von einem P-15M-Seezielflugkörper versenkt wurde, nachdem bereits 1983 das Osa-Klasse-Boot P-82 während eines Übungsschießens nach einem Navigationsfehler durch einen P-15M versenkt worden war.

### Denkmal
Ein Gedenkstein, auf dem Namen und Dienstgrade der Toten verzeichnet sind, wurde auf einer Marinebasis bei Wladiwostok errichtet. Eine Platte am Fuß des Steins trägt die Inschrift:
| ЛИЧНОМУ СОСТАВУ МАЛОГО РАКЕТНОГО КОРАБЛЯ „МУССОН“ ПОГИБШЕМУ ПРИ ВЫПОЛНЕНИИ ЗАДАЧ В МОРЕ | Der Besatzung des kleinen Raketen- schiffs „Musson“, die bei der Erfüllung ihrer Aufgaben auf dem Meer starb. |

## Belege und Verweise